# Les Perques

Les Perques este o comună în departamentul Manche, Franța. În 1 ianuarie 2018 avea o populație de 206 de locuitori.